# 이하영 (조선귀족)
이하영(李夏榮, 1858년 8월 15일 음력 6월 25일 ~ 1929년 2월 27일)은 조선 말기의 통역관, 외교관이자 대한제국의 정치인, 일제강점기의 기업인으로 일제로부터 조선귀족 작위를 받았다. 대표적인 매국노이자 민족반역자. 몰락한 소론계 양반으로 소싯적엔 찹쌀떡 행상과 동자승으로 전전했다. 1876년 부산이 개항되자 일본인 상점에 취직해 어깨너머 일본어를 배웠고, 1884년 장사를 하려다 사기를 당한 직후 선교사 알렌을 만나 그의 요리사 자격으로 미국공사관에서 일했다. 얼떨결에 갑신정변에 휘말린 그는 민영익을 간호한 인연으로 1886년 외무아문 주사에 임용됐고, 곧 이등 서기관으로 1886년 초대주미공사 박정양과 미국공사관에서 근무했다. 1889년 귀국할 때는 정밀한 철도 모형을 갖고와 미국이 철도 부설 등 이권에 참여하고 싶어한다는 뜻을 전했다. 귀국 후 웅천현감(熊川縣監), 흥덕현감(興德縣監), 외무아문 참의, 한성부 관찰사를 지냈다. 1896년(건양 1년) 주일본공사관 전권공사, 1898년(광무 1년) 대한제국 중추원 의장이 되고, 이듬해 다시 주일공사관 전권공사로   파견됐다. 이후 의정부참정, 외부대신을 거쳐 법부대신에 임명됐다. 법부 대신으로서 을사 보호 조약 체결에 서명한 을사삼흉이며 이어 중추원 고문이 됐다.
1910년(융희 4년) 10월 1일 한일 합병 조약 후에는 일본 정부로부터 자작 작위를 받았으며, 조선총독부 중추원 고문을 지냈다. 이후 기업인으로 변신해 1919년 대륙고무주식회사를 설립하고 1922년 최초의 국산 고무신인 '대장군 표' 고무신을 생산했다. 사후 2002년 발표된 친일파 708인 명단에 포함, 2007년 대한민국 친일반민족행위진상규명위원회가 발표한 친일반민족행위 195인 명단에 포함되어 있다. 자는 치행(致行), 호는 금산(琹山)이다. 대한민국 육군참모총장을 지낸 이종찬의 할아버지이며, 국문학자 이준영(李準榮)의 형이다. 부산 출신.

## 생애

### 성장기
1858년 8월 15일 경상남도 기장군 읍내면 동부리(현 부산광역시 기장군 기장읍 동부리)에서 이유수(李裕脩)와 서수성(徐秀誠)의 딸 서산 서씨(瑞山徐氏)의 사이에서 차남으로 태어났다. 조선 선조 때 영의정 이항복의 10대손으로 집안 자체는 명문 거족이나 직계에서는 벼슬한 사람이 없어 가난했으며 그의 부친은 농사로 연명하고 있었다. 어려운 환경에서 자란 그는 동생과 함께 찹쌀떡 행상까지 해야 했다. 심지어는 보릿고개에 너무 먹을 게 없어 통도사에 동자승으로 들어간 적도 있었다. 1876년 강화도 조약으로 부산이 개항되자 혼자 부산항까지 찾아가 일본인 상점에서 일했다. 총명했던 그는 8년 여간 일본인 사장과 손님들을 상대하며 일본어, 상술을 어깨너머로 익혔다.
1884년 27세의 이하영은 그간 모은 돈으로 자기 사업을 모색했다. 일본과 무역업을 생각한 그는 거래처 장사치였던 평양 출신 모 씨와 동업에 나섰다. 그러나 나가사키에 여장을 풀자마자 동업자가 밑천을 몽땅 챙겨 도주해 버렸다. 빈털터리가 된 그는 귀국길에 올랐다. 상하이를 출발, 나가사키를 경유해 부산으로 가는 여객선 난징호에서 의료선교사 알렌(Horace N. Allen)과 마주친다. 전년도에 마이애미 의과대학을 졸업한 알렌은 장로교 중국 선교사로 발령돼 난징과 상하이를 거점으로 의료선교 사업을 시작했었다. 신통치 않았던 그는 동료 의료선교사인 핸더슨 박사의 조언에 따라 조선으로 옮겨가던 길이었다. 두 동갑내기의 극적 만남에 대해 이하영은 훗날 이렇게 회고했다.
| “ | 처음 청국 상하이에 와서 얼마를 지내다가 껄끄러운 인정 풍속에 쫓겨 역시 미지의 나라 조선을 찾아오는 알렌으로서는 조선 사람인 나를 따뜻하게 대한 것이 당연한 일이었지만, 외국인이라면 모조리 호랑이나 표범같이 여기던 당시의 나에게 좋은 인상으로 남았다. 처음 만났으나 오래 사귄 친구처럼 친밀해진 우리는 인천 부두에 내렸다. 나는 알렌이 조선에서 최초로 사귄 지우(知友)이다. | ” |

하선한 이하영은 갈 곳이 없었다. 무작정 알렌을 따라나선 그는 서울 주조선 미국 공사관에 당도했다. 알렌은 공사관 소속 무급 의사로, 이하영은 그의 요리사로 새출발을 시작했다.

### 관료 생활

#### 벼락 출세
1885년(고종 22년) 일본어와 영어 실력을 인정받아 관료재교육기관인 육영공원의 외국어 교사가 됐다. 이듬해 외무아문 주사(外務衙門主事)로 영전한 그는 고종의 통역을 맡았다. 유력 양반 가문에서 태어난 것도 아니고 과거도 본 적이 없는 그였지만 고종의 총애를 받아 육영공원의 시험 감독관은 계속 겸임하면서 요직인 사헌부 감찰, 전환국위원(典圜局委員)까지 역임했다. 심지어 윤치호의 회고에 따르면 그는 워낙 한학(漢學)에 대한 배움이 없어 아예 한문 편지 한 통 작성조차 힘들 정도였다고 한다. ('윤치호 일기',1929년 2월28일자)

#### 주미공사관, 주일공사관 근무
1886년 9월 미국 워싱턴 D.C에 주미공사관을 개설하고자 초대 공사 박정양(朴定陽), 참찬관 이완용 등과 함께 부임해 이등서기관으로 일했다. 1887년 출발한 그들은 요코하마를 거쳐 샌프란시스코에 도착해 대륙횡단열차를 타고 워싱턴으로 향했다. 그는 수십리길을 단 십 수 분에 주파하는 것에 놀라 미국 정부와 외무성의 관료들에게 직접 철도에 관해 묻기도 했다. 그는 철도에 계속 비상한 관심을 보여 재임 기간 동안 토목과 열차 설계까지 일정 부분 기록해 뒀다. 그들은 조선의 복식 그대로였으며 특히 그는 '상투 댄디'라는 별명까지 붙었다.
1888년 박정양이 청나라에 약속했던 영약 삼단을 지키지 않아 문책성 귀국을 당하게 되자 그는 대신 미국에 남아, 주차미국서리전권대신 임시서리(署理)로서 주미조선공사관 업무를 계속했다. 그러나 그도 얼마 지나지 않아 귀국길에 올라야 했다. 대신 철도 부설 등 이권에 관심을 가진 미국 정부로부터 정교한 열차모형을 구해와 궁중에서 회람시켰고 철도에 관한 조선 조정의 관심을 환기시켰다. 이에 조선 최초의 철도인 경인선이 기공을 시작해 1889년 개통된다. 노량진에서 출발해 제물포까지 운행된 경인선은 미국 브룩스 사의 모걸(Mogull)형 탱크기관차로 운용됐다. 귀국 후 그는 기기국사사(機器局司事), 웅천현감, 흥덕현감, 승정원 우부승지(右副承旨), 외무아문 참의 등을 지냈다.
1895년(고종 32년) 갑오개혁으로 정부 기구가 일신되면서 창설된 궁내부의 회계원장(宮內府會計院長)에 올랐다. 그해 7월 15일에는 윤치호와 함께 조선 건국기념일인 개국 기원절(開國紀元節) 503주년 공동 사무위원장(事務委員長)으로서 행사를 주관했다. 그 공로로 종2품 가선대부로 승진했다. 1895년 11월 28일 친러파 및 친미 개화파가 고종의 신병 확보를 기도했던 춘생문 사건에 가담한 혐의로 관직을 삭탈당했다. 이듬해 바로 사면된 그는 2월 24일 경기 관찰사를 거쳐 3월 주일공사관 전권공사로 파견됐다가 공사관이 대사관으로 승격되면서 그 역시 특명전권대사로 승진했다. 이 때 일본 제국으로부터 훈1등 욱일대수장(勳一等旭日大綬章)을 받았다.

#### 외무대신 재직
1897년 여름, 1895년에 인천에서 개설된 객주들의 모임인 인천객주상회(仁川客主商會)가 신상회사(紳商會社, 별칭은 신상협회)로 개편되었다. 이때 의정부찬정으로 재직중이던 이하영은 청안군 이재순(淸安君 李載純)과 함께 공동 사장으로 추대되었다. 당시 신상회사의 사장직에는 청안군 이재순이 거명되었으나, 부산 동래에서 찹쌀행상과 시전 상인으로 활동하다가 고위직에 오른 이하영 역시 상인들의 모범이라는 일부 객주들의 의견에 따라 그도 공동사장으로 천거되었다. 그는 객주들의 모임인 신상회사의 공동대표에 선출되었지만 이는 명예직이었고, 1905년 인천신상회사가 인천조선인상업회의소에 편입될 때까지 신상회
1898년 궁내부 회계원장, 대한제국 중추원 부의장, 귀족원경(貴族院卿), 중추원 의장을 거쳐 1899년(광무 2년) 의정부 찬정이 되었으며 주차일본국특명전권공사 겸 의정부찬정으로 다시 일본에 부임하였으며 특명(特命) 주일전권공사 겸 대사(駐日全權公使兼大使)가 되었다. 주일공사 재직 시 외교공적을 쌓아 귀국 후 그 공로로 1등 훈장(一等勳章)을 서훈(敍勳)하고 대한제국 중추원 의장(中樞院議長)을 제수하였다. 1900년 대한제국 조정으로부터 훈2등태극장(勳二等太極章)을 받았다.
이후 의정부 찬정 등을 역임한 뒤 1902년 외무대신으로 승진했으나 곧 사퇴했다.1903년 5월 7일 수원 삼일학교(삼일중학교, 삼일상업고등학교의 전신) 창립에 창립발기인의 한 사람으로 참여하였다. 1904년 2월 24일 통신원 총판(通信院總辦)을 거쳐 3월 26일 의정부 찬정이 되었다. 1904년 4월 19일에 다시 외부대신이 되었는데, 이후 여러번 사직하려 하였으나 받아들여지지 않았다. 외무대신 재임기간 동안 일본에 충청·황해·평안도의 어로권의 일본 부여, 일본의 황무지개척권요구, 제1차한일협약, 메가다(目賀田種太郞)의 재정고문 취임, 일본헌병대의 경성치안권 장악, 마루야마(丸山重俊)의 경무고문 취임, 일본에 통신원 이양, 연해하천의 항해무역권 부여 등 그때마다 각종 이권을 일본에 넘겨주었다.
조선 정조 때부터 프랑스 등에서 천주교 선교사와 신부들이 파견되고 이들과 조선 조정 사이에는 마찰이 발생했다. 1874년 11월 이후로 천주교 박해는 공식적으로는 풀렸으나 국내에서 포교하는 선교사와 사대부 사이에 갈등이 발생했으므로 1904년 6월 9일 주조선 프랑스 공사 콜린 플랑시(Collin dePlancy)의 요청에 따라 선교약조(宣敎約條) 8개 조항을 체결, 서명하였다.

#### 일본의 이민금지 압력과 좌절
1905년 4월 일본의 압력을 받고 한국인의 외국 이민 금지령을 내렸다. 데이비드 데슬러는 일본 고베 신문을 읽고 한국 정부의 일시 이민금지령을 접하였다. 데슬러는 일본공사 하야시의 압력이라 생각하여 한국으로 건너가 이하영을 만났다. 이하영은 데슬러에게 하와이에서 한국인들이 좋은 대우를 받는 점을 인지한다고 밝히고 자신도 역시 한국인 이민을 반대하지 않으며 한국인의 하와이 이민을 지지한다고 답하였다. 그러나 유카탄반도에 있는 사이잘(Sisal) 농장에서 일할 한국인들을 모집하려고 무책임한 이민회사들이 도착하고 있다는 데 문제가 있음을 밝혔다. 이어 이하영은 멕시코의 한인 노동자들이 임금체불을 받는다는 편지, 서한들을 입수, 멕시코는 한국인 이민에 적당하지 못한 곳으로, 한국인에 대한 착취가 중지되기 원한다며, 한국인들이 무책임한 사람들에 의해 바람직하지 않은 곳으로 유인되어 가는 것을 원치 않는다고 밝혔다. 그러나 이하영은 다시 일본 공사 하야시와 의논해본 결과 특정국의 이민회사나 어떤 나라를 차별하거나 호의적으로 대접하는 것은 불공평하므로 이민을 금지하려면 아예 싹쓸이로 금지해야 한다는 하야시의 말을 데슬러에게 전했다. 이하영은 데슬러에게 법률과 규정들을 마련하고 이를 실시하여 이민자들에게 바람직한 보호를 제공해줄 수 있을 때까지 이민을 전면적으로 금지하는 것이 좋겠다고 말했다. 이하영은 이민법 개정에 대한 새로운 법규를 시행하려고 시도했으나 조정에서 채택되지 않아 실패하였다.
외무대신 이하영은 한국인 하와이 이민을 지지했고 윤치호, 민영환 등이 이에 동의하였지만 이용익, 배용화, 하상기 등이 반대하였다. 그리고 이민 금지에 멕시코뿐만 아니라 하와이도 포함해야 한다는 하야시의 거듭된 반대에 그는 굴복하고 말았다. 일본측의 반대로 외무부 유민원(이민을 담당하던 부서)에 이민금지령을 선포하였지만 그는 각 항구의 감리들에게 이민목적이 쓸데없는 여행이 아니라 노동 목적으로 가는 사람들은 막지 말라고 연락하였고, 인천과 부산의 감리들은 이민을 허용하는 등 법을 느슨하게 집행했다.
그러나 이는 도쿄와 고베로 간 한국인들에 의해 일본측에 그대로 포착되었고 하야시는 규정 준수를 요청하였다. 결국 그는 1905년 6월 10일 감리들에게 여권 발급을 중지하라고 지시한 뒤, 그 다음날 사직서를 제출했다. 그러나 거듭 사직서를 제출했으나 고종이 그의 사직을 모두 받지 않아 할 수 없이 유임되었다. 당시 알렌은 이하영에 대해 "자신의 외교적 능력을 자만하고 있는 사람이다. 좋은 의도를 갖고 있다. 그러나 때때로 상상외로 고집 불통이며, 또 상상외로 양보한다. 충동적이고 쉽게 영향을 받는 편이다."라는 기록을 남겼다.

#### 을사 보호 늑약 전후
이하영은 알렌에게 미국에 돈벌이를 위해 이민을 원하는 사람들이 있으니 도와달라고 호소하였다. 그러나 1905년 5월 하야시는 일본 본국을 방문했다가 5월 31일 인천을 방문했다가 경성으로 와 그에게 규정 준수를 요구했다. 하야시는 인천에 있는 감리들이 여전히 여권을 발행하고 있고, 하와이로 향하는 한국인들이 여권도 없이 일본에 도착하고 있다며 이하영에게 이민 금지 규정을 지킬 것을 요구했다. 결국 하야시의 주장에 굴복한 이하영은 6월 2일 직접 하기와라에게 이민 금지령을 보다 엄격히 준수할 수 있도록 도와달라고 요청했다. 그러나 6월 9일 하기와라가 다시 돌아와 감리들이 계속 이민들의 출국을 허용하고 있다면서 이하영에게 불평했다. 결국 6월 10일 그는 외무부 유민원에 이민 금지령을 포고했다.
1905년(광무 8년) 9월 러일전쟁이 일본의 승리로 끝나고, 미국 주재로 러-일 간 강화회의가 열렸다. 김제의 성리학자 이기(李沂)는 이 강화회의에서 한국에 대한 모종의 결정이 내려질 것이라 보고 동지 나인영(羅寅永, 후에 나철로 개명), 오기호(吳基鎬), 윤주찬(尹柱瓚) 등과 함께 공동으로 러일전쟁 승전 강화회의에 대한제국 역시 주요 관련국이니 한국측 대표를 파견할 것을 청하는 서한을 그에게 보냈다. 그러나 그는 한국에게는 결정권이 없다는 답변을 내렸다. 이에 이기(李沂)는 직접 미국에 건너가 그 회의에 참관하려고 했다가 일본공사 하야시(林權助)의 방해로 실패하였다.
그는 수시로 외무대신 직에서 면직해줄 것을 청하였으며, 여러번의 사임 요청 끝에 1905년 외무대신에서 면직되었다. 1905년 9월 훈1등 팔괘장(勳一等八卦章)을 수여받고 법부대신에 임명되었으며 법부 형법교정원 총재를 겸임하였다. 1905년 11월 을사 조약 체결 때에는 법부대신으로서 을사 조약론이 나올 때 조약체결에 대해 무조건 불가하다고 주장했다가 찬성으로 의견을 바꾸었다. 당초 그는 을사조약 체결론이 나오자 공식회의에 부쳐 토의해 결정해야 한다, 중추원에도 가부 여부를 물어야 한다며 의견 개진을 거부하였다. 그러나 각부대신의 표결결과 조약체결 찬성으로 결론났고 그도 결국 결과를 승복하고 말았다. 그해 11월 16일 을사 보호 조약이 체결되자 여기에 서명했다가 을사 5적으로 몰려 지탄받았다.
1907년 3월 나인영, 오기호(吳基鎬) 등이 그를 암살하려 했으나 일본군의 삼엄한 경계로 인해 무사했다. 1907년 5월, 1905년 11월의 을사 조약에 반대하여 충청남도 홍주(洪州)에서 의병을 일으켰다가 은신도중 체포된 홍주 의병장 전 참판(參判) 민종식(閔宗植), 김상덕(金商悳)의 탄원서를 제출하였다. 공주에서 체포되어 평리원(平里院)에 투옥된 민종식에게 사형선고가 내려지자 당시 법부대신이던 이하영은 순종에게 감형 탄원서를 올려 사형에서 한등급 감형되어 유배형으로 바뀌었다. 민종식은 전라남도 진도(珍島)에 유배되었다가 얼마 뒤 특사로 석방되었고, 김상덕은 징역 10년으로 감형되었다. 1907년 5월 배종 무관장(陪從武官長) 칙임관 1등(勅任官一等)을 겸임했다가 그해 말 중추원 고문으로 전임되었다.

#### 을사 늑약 이후
1907년 9월 전경현(全景鉉), 민강(閔橿), 장경관(張敬寬) 등 경성부 서소문의 지역 유지들이 자금을 각출하여 학교를 설립하기로 했다. 그러나 학교 부지를 마땅히 찾지 못하자, 이하영은 이 소식을 듣고 서소문 밖 합동(蛤洞) 조개골 부락에 있는 자신의 별저를 학교 부지로 쓰도록 기부하였다. 서소문 별저 자리에는 곧 소의학교(昭義學校, 서울 동성중학교, 동성상업고등학교의 전신)가 개교되었다. 바로 그는 소의학교의 초대 교장으로 추대되었다. 이후 1910년 10월 1일 그는 소의학교 교장직을 전경현에게 넘기고 사퇴하였다.
그는 인천부 부내면 율목동(栗木洞)의 땅을 매입하여 과수원을 삼고, 사과나무를 돌보는 것으로 소일하였다. 그러나 인천 내 일본인 전용 장례시설을 만들려는 인천주재 일본거류민단 간부들의 요청으로, 일본인들이 운영하던 인천부 답동 대지와 교환하였다. 율목동 과수원에는 일본인 전용 공동묘지와 화장장이 개설되었다. 이후 그는 인천부 부내면 답동의 대지에 사과나무를 심었다. 1908년 3월 15일 박정동(朴晶東), 상호(尙灝), 장길상 등과 함께 교육계몽, 장학 단체인 교남학회(嶠南學會)의 창립에 창립발기인의 한 사람으로 참여하였고, 바로 교남학회의 회장으로 추대되었다. 이어 그는 교남교육회잡지를 발행하였다. 그러나 1910년 5월 25일 한국통감부의 단체해산령에 따라 해산되었다.
1908년 10월 경성에서 이병현(李秉鉉) 등과 함께 양잠회사인 작잠회사(柞蠶會社)의 창립에 참여하였다.

### 생애 후반

#### 한일병합 직후
이후 관직에서 물러나 은퇴하였다. 1910년 10월 1일 한일 병합 이후 일본으로부터 종3위 훈1등 자작 작위를 받고, 총독부 중추원의 고문에 임명되었다. 그러나 정치적 활동에는 참여하지 않았다. 이후 그는 경상남도지사, 경상북도지사를 추천하는 총독부의 권고를 사양하고 시흥군 수암면 집으로 내려가 은거하였다.
한일 합방 이후 그는 이중하(李重夏), 이재극 등과 함께 작잠회사(柞蠶會社) 활동에 주로 전념하였다. 1911년 3월부터는 한성은행의 대주주의 한 사람이 되었다.

#### 대륙고무 창립과 최후
1919년에는 대륙고무주식회사의 설립을 추진한다. 오랫동안 일본에서 수입한 검정고무신을 신는 것을 본 그는 자신이 직접 고무신을 만들어보겠다고 호언장담하였다. 그해 8월 1일 경성부 용산면 원효로1가에서 열린 대륙고무주식회사를 설립, 아들 이규원(李圭元)과 그밖에 이규완, 박영효, 박중양 등을 주주로 영입하여, 대륙고무주식회사 창립발기인, 대주주의 1인으로 참석하였다. 그는 최초로 고무로 된 공을 생산하여 그때까지 돼지나 소의 오줌보와 허파에 자전거 공기주입기, 또는 사람의 입으로 바람을 불어서 쓰던 것을 고무로 된 공으로 대체시켰다. 대륙고무는 1922년 8월경이면 회사자본 500,000원, 사외 자본 1,251,000원의 중견 주식회사로 성장한다.
행상 시절에 결혼해서 얻은 큰아들 이규삼이 모르핀을 수시로 흡입하여 헌병대에 끌려가, 벌금을 납부하기도 했다. 당시 조선총독부에서는 마약류를 충량한 국민이 되는데 방해된다, 열심히 일하는데 방해된다며 전면 금지하였다. 그러나 1921년 이하영의 큰아들 이규삼은 모르핀을 맞다 검거되었다. 이후에도 이규삼은 여러번 모르핀, 아편 등을 흡입하다가 체포, 검거되었다.
만년에는 주소지와 본적지를 동래군 기장면에서 시흥군 수암면으로 옮기고 그곳에서 여생을 보냈다. 1924년 4월 18일 중추원 찬의에 재임명되었고, 1925년 3월 12일 중화민국의 지도자 손문이 병사하자 영어를 구사할 줄 알았던 그는 3월 20일 손문의 사망을 추모하는 조전을 난징으로 보냈다. 1926년 5월 19일에는 동생 이준영의 양자 이규종(李圭鍾)이 그가 재산을 사취했다며 경성지방법원에 10만원의 손해배상 소송을 걸기도 했다. 1927년 6월 3일 중추원 고문으로 전임되었다. 이후 대륙고무공원회사 사장, 중추원 고문 등으로 있다가 1929년 2월 27일 사망했으며 그의 작위는 아들 이규원이 습작했다. 묘소는 경기도 시흥군 수암면 장상리(현, 안산시 상록구 장상동) 동막골 장상저수지 위쪽에 안장되었다.

### 사후
윤치호(尹致昊)는 자신의 일기에서 그가 낮은 학식으로 갑자기 출세한 것을 비꼬기도 했다.
이하영씨가 어제 세상을 떠났다고 한다. 그는 부산 거리에서 찹쌀떡 행상을 하며 인생의 첫발을 내디뎠다. 이어서 미국 공사관에서 근무하던 알렌 박사의 요리사로 일했다. 그런 다음 외부대신에 올랐고, 자작으로 생을 마감했다. 그는 조선에서 성공에 성공을 거듭했다. 본래 그는 편지 한 장 쓸 수 없을 정도로 무식했다고 한다. 그런데도 그는 양반가문 출신인 것처럼 자연스럽게 점잔을 빼며 처신했다.

 - 윤치호 일기, 1929년 2월28일자

2002년 발표된 친일파 708인 명단에 포함되었고, 2007년 대한민국 친일반민족행위진상규명위원회가 발표한 친일반민족행위 195인 명단에도 들어 있다. 2008년 민족문제연구소에서 친일인명사전에 수록하기 위해 정리한 친일인명사전 수록예정자 명단에 선정되었다.

## 가족 관계
- 증조부 : 이흥혁(李興赫)
  - 할아버지 : 이응효(李膺孝, 증 의정부 참찬(議政府參贊)에 추증)
    - 아버지 : 이유수(李裕脩, 증 내부대신(贈內部大臣)에 추증)
    - 어머니 : 서산 서씨(瑞山徐氏)
      - 형 : 이근영(李根榮, 군수(郡守))
      - 동생 : 이준영(李準榮), 관찰사, 국문학자
      - 본처 : 양심온
        - 첫째 아들 : 이규삼, 삼촌 이준영의 양자로 출계

      - 처 : 강릉 최씨(江陵崔氏)
        - 둘째 아들 : 이규원
          - 손자 : 이종찬, 대한민국 창군 주역, 육군참모총장 역임

  - 외할아버지 : 서수성(徐秀誠)
    - 장인 : 최영홍(崔永弘)
    - 19촌 숙부 : 이유승(李裕承, 1835년 ~ 1907년)
      - 20촌 : 이회영
      - 20촌 : 이시영

그는 독립운동가이자 대한민국 제1대 부통령을 지낸 이시영(李始榮)의 먼 친척이었다. 일제에 국권을 빼앗긴 뒤, 재산과 영달을 포기하고 독립운동에 가담한 건영(健榮)·석영(石榮)·철영(哲榮)·회영(會榮)·시영(始榮)·소영(韶榮)·호영(頀榮) 7형제는 그의 20촌 동생으로, 이하영의 아버지 이유수와 이시영, 이회영의 아버지 이유승은 18촌 형제간이다.

## 상훈
- 일본,  훈1등 욱일대수장 (1897년 12월 18일)[13]
- 대한제국, 훈2등 태극장 (1900)
- 대한제국, 훈1등 팔괘장 (1905)
- 일본, 훈1등 욱일동화대수장 (1929년)

## 기타
그는 학력이 없는 낮은 학식으로 외무대신과 법무대신까지 올라갔다. 그러나 윤치호는 그가 학식이 없음을 들어 그를 조롱하였다.

## 같이 보기
| - 신상회사 - 대륙고무주식회사 - 이규원 - 대조선 주차 미국 화성돈 공사관 - 주일조선공사관 - 박정양 - 이회영 - 이시영 - 이항복 | - 소의학교 - 인천상공회의소 - 동성고등학교 - 동성중학교 - 물산장려운동 - 교남학회 - 중앙학회 - 양기탁 - 전경현 - 장면 | - 임상옥 - 이규완 - 윤치호 - 박중양 - 이윤용 - 이종찬 - 허정 - 친일파 708인 명단 - 친일반민족행위 195인 명단 |

## 참고 자료
- 친일반민족행위진상규명위원회 (2007년 12월). 〈이하영〉 (PDF). 《2007년도 조사보고서 II - 친일반민족행위결정이유서》. 서울. 387~430쪽쪽. 발간등록번호 11-1560010-0000002-10. [깨진 링크(과거 내용 찾기)]
- 임종국 (1991년 2월 1일). 〈날강도를 안방에 끌어들인 ‘사냥개’들〉. 《실록 친일파》. 반민족문제연구소 엮음. 서울: 돌베개. ISBN 89-7199-036-8.
- 전봉관, 전봉관의 옛날 잡지를 보러가다 17 - 이하영 대감의 영어(英語) 출세기 《신동아》 (2006년 11월호)
- 이하영 대감의 영어(英語) 출세기 (신동아 39.11.13)